# Hopea chinensis
Hopea chinensis е вид растение от семейство Dipterocarpaceae. Видът е критично застрашен от изчезване.

## Разпространение
Разпространен е във Виетнам и Китай (Гуанси).